# Министерство внутренних дел Казахстана
Министерство внутренних дел Республики Казахстан (каз. Қазақстан Республикасы Ішкі істер министрлігі) — центральный исполнительный орган Республики Казахстан, осуществляющий руководство системой органов внутренних дел Республики Казахстан в области гражданской обороны, а также в пределах, предусмотренных законодательством, межотраслевую координацию в сфере борьбы с преступностью, охраны общественного порядка и обеспечения общественной безопасности.

## Миссия и задачи органов внутренних дел
Миссия — защита жизни, здоровья, прав и свобод человека и гражданина, интересов общества и государства от противоправных посягательств, защита населения, объектов и территории от чрезвычайных ситуаций природного и техногенного характера, развитие системы гражданской обороны страны.
Задачами органов внутренних дел являются:
- профилактика правонарушении
- охрана общественного порядка.
- борьба с преступностью
- исполнение уголовных наказаний и административных взысканий
- предупреждение и ликвидация чрезвычайных ситуаций природного и техногенного характера и их последствий, оказание экстренной медицинской и психологической помощи населению, находящемуся в зоне чрезвычайной ситуации, обеспечение пожарной безопасности, а также определение основных задач, организационных принципов построения и функционирования гражданской обороны Республики Казахстан.

## История
После распада Советского Союза отлаженные годами механизмы взаимодействия правоохранительных органов в борьбе с преступностью уже не работали. В те годы наблюдался стремительный рост преступности. Распространение получили экономические преступления, формировалась теневая экономика. В течение того периода, умножали и расширяли сферу влияния организованные преступные группировки, участились преступления с применением оружия. В то время многие в обществе восприняли демократию как вседозволенность и анархию. В этот период правоохранительные органы сталкиваются с многочисленными несанкционированными митингами, шествиями, пикетированиями.
Новая демократическая реальность тех лет заставила правоохранительные органы пересмотреть свои подходы и принципы в борьбе с преступностью. Несмотря на сложные условия, экономический кризис, небольшие зарплаты, тяжелые условия труда, органами внутренних дел активно проводилась серьезная работа по борьбе с преступностью, охране общественного порядка и общественной безопасности. Шло укрепление оперативных позиций в борьбе с преступностью путем широкого использования имеющихся сил и средств на наиболее важных областях. На особом контроле МВД были региональные центры и крупные промышленные города с наиболее сложной оперативной обстановкой. Одновременно МВД велось создание новой нормативной базы, основанной на принципах уважения прав и свобод человека, чести и достоинстве граждан, демократии и равенстве. 23 июня 1992 года был принят Закон «Об органах внутренних дел Республики Казахстан», ставший первым актом, определившим задачи и функции Органов Внутренних Дел страны, а также Указ Президента «О внутренних войсках Республики Казахстан». Одновременно активно развивалась оперативно-розыскная деятельность путем обновления нормативно-правовой базы, основной упор шел на улучшение кадрового состава оперативных служб. Эти и другие конкретные направления развития и наиболее эффективные формы борьбы с преступностью были затем определены Законом РК от 15 сентября 1994 г. «Об оперативно-розыскной деятельности». Итогом тех непростых лет было становление вполне современной полицейской системы. Удалось решить множество возникших тогда, новых для органов внутренних дел серьезных проблем в организации борьбы с преступностью и укреплении правопорядка. МВД был принят целый ряд мер по борьбе с преступностью и профилактике правонарушений, отражавших приоритетные для каждого этапа задачи, конкретные меры по обеспечению защиты граждан от криминальных посягательств.

### Реформы
С 1995 года в Республике Казахстан непрерывно осуществляется деятельность иностранных консультантов направленных в республику из США и Европы, которыми через фонды/НПО-грантополучатели продвигается реформирование государственной структуры МВД РК.
В октябре 1995 года по предложению иностранных консультантов, МВД республики был реформирован путём создания Государственного Следственного комитета — отдельного органа, к которому от МВД передавались права и функции по осуществлению дознания, следствия и оперативно-розыскной деятельности. В результате чего была дезорганизована и разделена отлаженная ранее система работы МВД. Деятельность Следственного комитета оказала негативное влияние на криминогенную ситуацию в стране. В связи с этим в ноябре 1997 года Государственный следственный комитет был расформирован. Его функции были переданы обратно в Министерство внутренних дел. В рамках органов внутренних дел МВД были сформированы органы: криминальной и административной полиции, а также военно-следственных органов и военной полиции МВД, со статусом военного формирования.
В 1997 году по предложению руководства МВД, функции противопожарной службы были переданы из МВД в Государственный комитет по чрезвычайным ситуациям, борьбой с экономической и коррупционной преступностью стало заниматься Агентство по борьбе с экономической и коррупционной преступностью (финансовая полиция). К Министерству юстиции отошли функции судебно-медицинской экспертизы, формирование уголовно-правовой статистики, документирование и регистрация населения. В 2010 году медицинские вытрезвители из МВД были отданы в Министерство здравоохранения. Освобождение органов внутренних дел от несвойственных им функций положительно повлияло на их работу.
В 1998 году милиция Казахстана была переименована в полицию.
В 2002 году по предложению иностранных консультантов в МВД осуществлена новая реформа. Уголовно-исполнительная система из ведения МВД была передана в Министерство юстиции, однако результаты этой реформы оказались крайне неудачными для УИС. За время нахождения УИС в ведении Минюста ухудшилась оперативная обстановка и соблюдение должного порядка и режима содержания осужденных в исправительных учреждениях. В 2011 году Указом Президента Республики Казахстан от 26 июля 2011 г. № 129 Комитет уголовно-исполнительной системы передан обратно в ведение Министерства внутренних дел. После чего МВД были приняты срочные меры по оздоровлению оперативной обстановки, наведению должного порядка и режима содержания осужденных в исправительных учреждениях.
В ноябре 2010 года Национальным банком Республики Казахстан, который с 2006 года консультирует иностранная «Финансово-холдинговая компания Rothschild & Co», управляемая семьёй Ротшильдов был издан Указ "О мерах по оптимизации штатной численности органов, содержащихся за счёт государственного бюджета и сметы (бюджета) Национального банка Республики Казахстан. Согласно указу численность работников органов внутренних дел Республики Казахстан была сокращена на 15%. Результатом оптимизации стало сокращение специалистов (работников) ДВД городов, областей, районов. В сложившейся ситуации после сокращения численности борцов с преступностью, образовалась значительная нехватка кадров. Работать стало некому, некому стало ловить преступников. Многократно увеличилась нагрузка на оставшихся сотрудников ДВД.
В 2011 году в МВД были возвращены из Министерства юстиции функции документирования и регистрации населения в связи с ухудшением ситуации в этой сфере.
В 2013 году по предложению иностранных консультантов осуществлено очередное реформирование системы МВД путем слияния функций дорожной (ДПС) и патрульной полиции (ППС). Были объединены в административную полицию подразделения общественной безопасности (патрульная полиция) и дорожной полиции на всех уровнях управления (комитеты, аппараты ДВД, горрайорганы, строевые подразделения). В результате этой реформы сократилась численность и плотность полицейских на улицах и в других общественных местах.
В 2014 году по предложению иностранных консультантов было упразднено Министерство по чрезвычайным ситуациям, а его функции и полномочия переданы в МВД.
В 2016 году по предложению иностранных консультантов структура территориальных Органов Внутренних дел (ДВД) МВД подверглась раздроблению, это было сделано путём создания местной полицейской службы (МПС), переданной в подчинение и управление исключительно местным акимам (мэрам) городов и областей. В состав МПС из ДВД были выведены подразделения дорожно-патрульной полиции, участковых инспекторов полиции, по делам несовершеннолетних, защите женщин от насилия, природоохранной полиции, приемников-распределителей и специальных приемников. Результаты этой реформы привели к негативным факторам, как показала проверка, были нарушены сложившиеся принципы единоначалия и вертикали подчиненности. Разделение местной полиции и ДВД привело к размыванию основных принципов правоохранительной службы. В этой связи МВД в 2018 году разработан законопроект, предусматривающий: объединение ДВД и местной полицейской службы (МПС), восстановление принципов единоначалия и вертикали  подчиненности, подчинение Министерству Внутренних Дел (МВД).

## Кампания с требованием реформы МВД
После того, как в июле 2018 года произошло убийство фигуриста Дениса Тена, некоммерческие организации выступили с требованием реформы МВД Республики Казахстан.
Для продвижения кампании была создана группа в Facebook, к деятельности которой были привлечены профессиональные PR-специалисты и блогеры, а также создан сайт Policereform.kz.
Среди администраторов группы в Фейсбуке значатся PR-специалисты и блогеры; Асет Наурызбаев; Димаш Альжанов сотрудник фонда «Центр исследования правовой политики LPRC» (фонд «LPRC» финансируется фондом Сорос-Казахстан), а также координатор кампании «Требуем реформу МВД», руководитель фонда «Молодежная информационная служба Казахстана» Ирина Медникова, организация которой непосредственно финансируется фондом Сорос-Казахстан.
Публикуемые в группе посты содержат требования отправить в отставку министра МВД Калмуханбета Касымова, реформировать систему МВД по примеру Грузии и Украины, пригласить консультантом в Казахстан Михаила Саакашвили, сократить численность правоохранительных органов и снести заборы у зданий правоохранительных органов.
В августе 2018 года выступающие за реформу МВД некоммерческие организации и активисты представили документ с требованиями о том, как должна быть реформирована казахстанская полиция, и передали его в Правительство.
27 декабря 2018 года Постановлением Правительства утверждена «Дорожная карта реформ полиции на 2019-2021 годы», куда вошла часть предложений НКО и активистов.

## Руководство
Министерство возглавляет Министр внутренних дел Республики Казахстан, назначаемый указом Президента Республики Казахстан. Руководит министерством генерал-лейтенант полиции Республики Казахстан Саденов Ержан Сапарбекович. Министр внутренних дел имеет 5 заместителей, включая Первого заместителя министра.
Резиденция министра и всего высшего руководства министерства, а также все комитеты и департаменты расположены в Астане.

### Комитеты и департаменты
- Национальная гвардия Республики Казахстан
- Комитет уголовно-исполнительной системы МВД Республики Казахстан
- Комитет административной полиции МВД Республики Казахстан
- Комитет по противодействию наркопреступности МВД Республики Казахстан
- Департамент по борьбе с организованной преступностью МВД Республики Казахстан
- Следственный департамент МВД Республики Казахстан
- Департамент криминальной полиции МВД Республики Казахстан
- Департамент тыла МВД Республики Казахстан
- Штаб - департамент МВД Республики Казахстан
- Оперативно-криминалистический департамент МВД Республики Казахстан
- Департамент по противодействию экстремизму МВД Республики Казахстан
- Департамент специальной подготовки МВД Республики Казахстан
- Департамент собственной безопасности МВД Республики Казахстан
- Департамент оперативного планирования МВД Республики Казахстан
- Департамент технической службы МВД Республики Казахстан
- Информационно-аналитический центр МВД Республики Казахстан
- Юридический департамент МВД Республики Казахстан
- Департамент внутреннего аудита МВД Республики Казахстан
- Департамент финансового обеспечения МВД Республики
- Департамент кадровой работы МВД Республики Казахстан

В структуре Министерства внутренних дел 246 территориальных подразделений, в том числе 20 департаментов (ДП) на уровне областей, включая столицу и город республиканского подчинения, 43 управления внутренних дел на уровне городских районов и в городах областного подчинения, 185 отделов внутренних дел на уровне районов в областях и в городах районного подчинения, 20 линейных отделов внутренних дел на железнодорожных станциях, 4 региональных военно-следственных управлений, а также Представительство Министерства внутренних дел Республики Казахстан в городе Байконыре и Департамент внутренних дел на транспорте.
В подчинении Министерства находится Центральный госпиталь с поликлиникой, Кинологический центр, База военного и специального снабжения «Южная» и «Северная», Учреждение автотранспортного обслуживания, Отряд специального назначения «Сункар», Управление специализированной службы охраны (город Астана), Полк полиции по охране дипломатических представительств, Полк полиции по охране правительственных учреждений, а также Управление специализированной службы охраны в 17 областях, Алма-Ате, Астане и Шымкенте.
Госпитали и поликлиники для сотрудников органов внутренних дел в областях Казахстана.

### Подразделения
- Комитет административной полиции
- Национальное Центральное бюро Интерпола (на правах управления)
- Информационно-аналитический центр
- Второе специальное управление
- Государственные учреждения, подведомственные Министерству в форме Республиканских государственных предприятий, Акционерных обществ, Товариществ с ограниченной ответственностью
- Национальная гвардия
- Комитет уголовно-исполнительной системы
- Комитет по противодействию наркопреступности
- Департамент собственной безопасности
- Департамент внутреннего аудита
- Департамент юридической и нормотворческой координации
- Департамент по работе с личным составом
- Департамент финансового обеспечения
- Департамент специальных сил и оперативного управления
- Департамент информатизации и связи
- Департамент информационной политики
- Департамент по противодействию киберпреступности
- Департамент по борьбе с организованной преступностью
- Департамент тыла
- Штаб Департамент
- Департамент по контролю за охранной деятельностью
- Департамент криминальной полиции
- Департамент по противодействию экстремизму
- Следственный департамент
- Оперативно-криминалистический департамент
- Комитет миграционной службы

### Спецподразделения
- «Арлан»
- «Беркут»
- «Сункар»
- СОБР

## Руководители

### Наркомы
Образован в октябре 1920 г. на основании декрета ВЦИКа и Совнаркома РСФСР от 26 августа 1920 г. В августе 1927 г. постановлением Совнаркома СССР от 5 июня 1927 г. № 33 реорганизован в Центральное административное управление КАССР. Вторично образован в августе 1929 г. Ликвидирован в декабре 1930 г. Вновь образован в январе 1937 г. приказом НКВД СССР № 003. Указом Президиума Верховного Совета СССР от 20 июля 1941 г. объединен с Наркоматом государственной безопасности, который в апреле 1943 г. был выделен из состава НКВД. В марте 1946 г. преобразован в Министерство внутренних дел КазССР, функционировавшее до декабря 1991 г.
Первое формирование (октябрь 1920 г. — август 1927 г.)
1. Мурзагалиев, Мухамедхафий октябрь 1920 г. — октябрь 1921 г.
2. Айтиев, Абдрахман октябрь 1921 г. — январь 1924 г.
3. Орумбаев, Мукаш Орумбаевич январь 1924 г. — ноябрь 1924 г.
4. Мухеев, Закарья ноябрь 1924 г. — май 1925 г.
5. Ескараев, Сулейман май 1925 г — август 1927 г.

Второе формирование (август 1929 г. — декабрь 1930 г.)
1. Авезов, Касым август 1929 г. — октябрь 1930 г.
2. Табакин, Михаил Маркович, врио октябрь 1930 г. — декабрь 1930 г.

Третье формирование (январь 1937 г. — март 1946 г.)
1. Каруцкий, Василий Абрамович как начальник УНКВД по Казакской АССР (15 июля 1934 – 9 января 1935 г.)
2. Залин, Лев Борисович январь 1937 г. — январь 1938 г.
3. Реденс, Станислав Францевич январь 1938 г. — январь 1939 г.
4. Бурдаков, Семен Николаевич январь 1939 г. — октябрь 1940 г.
5. Бабкин, Алексей Никитич август 1940 г. — февраль 1941 г.
6. Харитонов, Федор Петрович февраль 1941 г. — июль 1941 г.
7. Бабкин, Алексей Никитич июль 1941 г. — май 1943 г.
8. Богданов, Николай Кузьмич май 1943 г. — март 1946 г.

### Министры Казахской ССР
1. Пчелкин, Афанасий Афанасиевич (9 июля 1946 – 19 января 1949 г.)
2. Долгих, Иван Ильич (19 января 1949 — 31 января 1951)
3. Губин, Владимир Владимирович  (16 февраля 1951 – 4 августа 1954 г.)
4. Кабылбаев, Шыракбек Кабылбаевич (10 августа 1954 года — 18 ноября 1959 года)
5. Сапаргалиев, Махмуд Сапаргалиевич (1959 – май 1961 г.)
6. Панков, Дмитрий Александрович (24 июля 1961 – апрель 1967 г.) (как Министр охраны общественного порядка)
7. Кабылбаев, Шыракбек Кабылбаевич (1967 — 1973)
8. Есбулатов, Макан Есбулатович (ноябрь 1973 года — 1980 год)
9. Платаев, Андрей Георгиевич (1980 – 1986 г.)
10. Князев, Григорий Никифорович (1986 — 1990 гг.)
11. Берсенёв, Михаил Терентьевич (1990 — 16 декабря 1991)

### Министры внутренних дел Республики Казахстан
| Министр                              | Назначение       | Отставка         |
| ------------------------------------ | ---------------- | ---------------- |
| Берсенёв, Михаил Терентьевич         | 16 декабря 1991  | апрель 1992      |
| Шумов, Владимир Георгиевич           | апрель 1992      | сентябрь 1994    |
| Баекенов, Булат Абдрахманович        | октябрь 1994     | ноябрь 1995      |
| Сулейменов, Каирбек Шошанович        | октябрь 1995     | декабрь 2000     |
| Искаков, Болат Газизович             | декабрь 2000     | январь 2002      |
| Сулейменов, Каирбек Шошанович        | январь 2002      | 12 сентября 2003 |
| Турисбеков, Заутбек Каусбекович      | 12 сентября 2003 | 14 октября 2005  |
| Мухамеджанов, Бауржан Алимович       | 14 октября 2005  | 2 апреля 2009    |
| Баймаганбетов, Серик Нуртаевич       | 2 апреля 2009    | 11 апреля 2011   |
| Касымов, Калмуханбет Нурмуханбетович | 11 апреля 2011   | 12 февраля 2019  |
| Тургумбаев Ерлан Заманбекович        | 12 февраля 2019  | 25 февраля 2022  |
| Ахметжанов Марат Муратович           | 25 февраля 2022  | 4 сентября 2023  |
| Саденов Ержан Сапарбекович           | 4 сентября 2023  | настоящее время  |

## Ведомственные награды
В соответствии с Указом Президента Республики Казахстан от 30 сентября 2011 года № 155 «О вопросах государственных символов и геральдики ведомственных и иных, приравненных к ним, наград некоторых государственных органов, непосредственно подчиненных и подотчетных Президенту Республики Казахстан, Конституционного Совета Республики Казахстан, правоохранительных органов, судов, Вооруженных Сил, других войск и воинских формирований» ведомственные наградами министерства внутренних дел Республики Казахстан считаются:
- Медали:
  - «Ішкі iстep органдарының ардагері» (Ветеран органов внутренних дел);
  - «Miнciз қызметі үшін» (За безупречную службу) I, II, III степеней;
  - «Құқық тәртібін қамтамасыз етуге қосқан үлесі үшін» (За вклад в обеспечение правопорядка);
  - «Халықаралық ынтымақтастықты дамытуға қосқан үлесі үшін» (За вклад в развитие международного сотрудничества);
  - «Қылмыстық-атқару жүйесін дамытуға қосқан үлесі үшін» (За вклад в развитие уголовно-исполнительной системы).
- Нагрудные знаки:
  - «Ішкі iстep органдарының құрметті қызметкері» (Почётный работник органов внутренних дел);
  - «Ішкі iстep органдарының үздігі» (Отличник органов внутренних дел) I, II степеней;
  - «Оқу орнының үздігі» (Отличник учебного заведения);
  - «Қылмыстық-атқару жүйесінің үздігі» (Отличник системы уголовно-исполнительной системы).

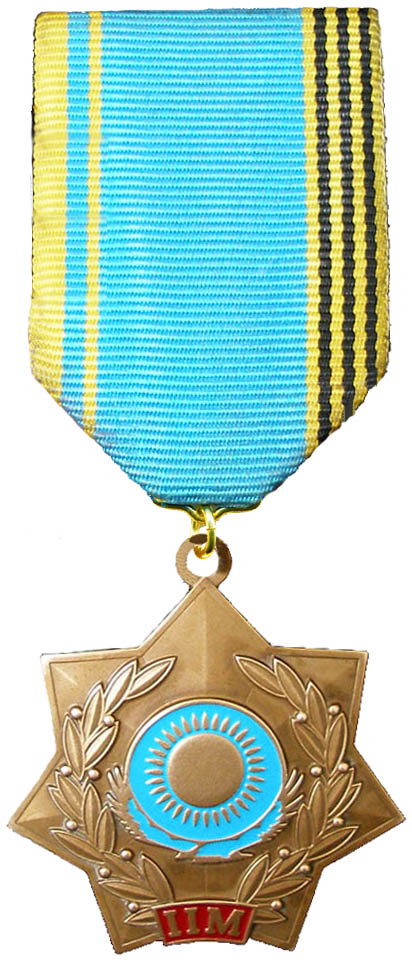
Медаль «Ветеран органов внутренних дел» (до 2011 года)
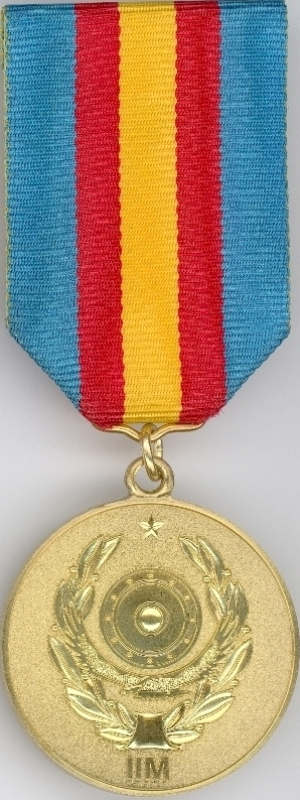
Медаль «За безупречную службу» 1 степени
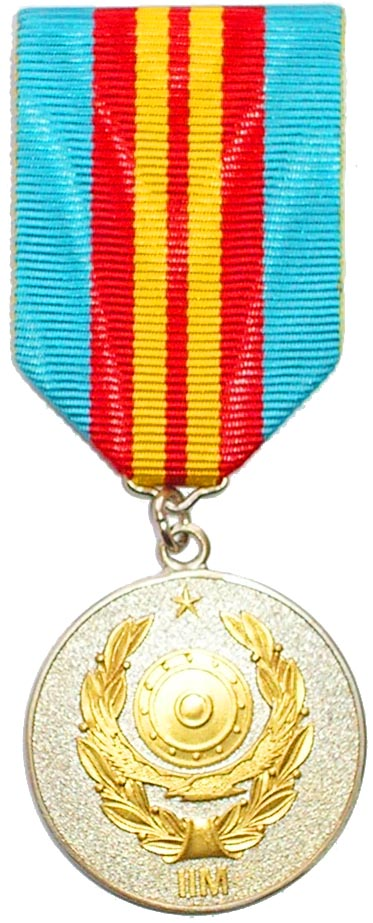
Медаль «За безупречную службу» 2 степени
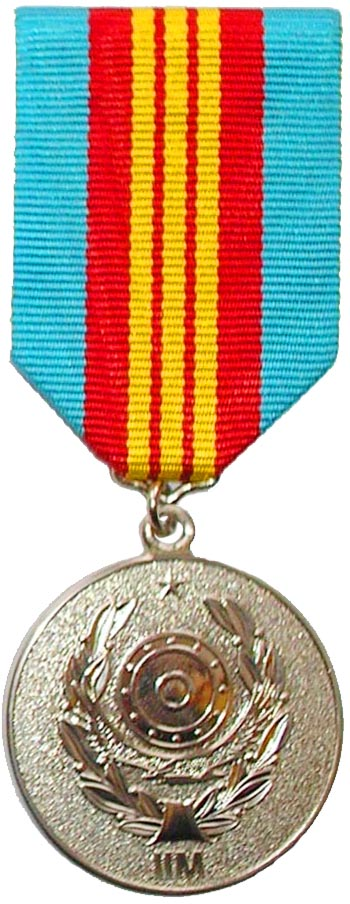
Медаль «За безупречную службу» 3 степени
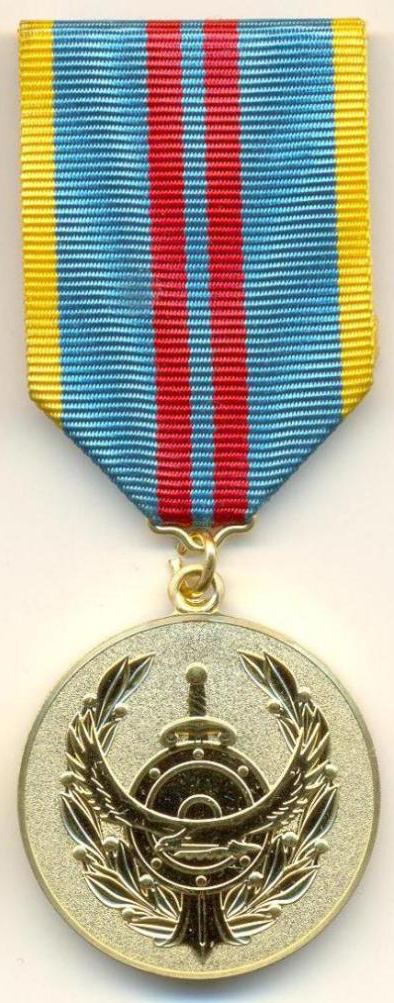
Медаль «За вклад в обеспечение правопорядка»
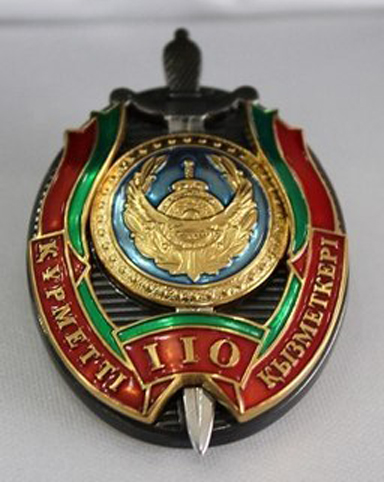
Нагрудный знак «Почётный работник органов внутренних дел»
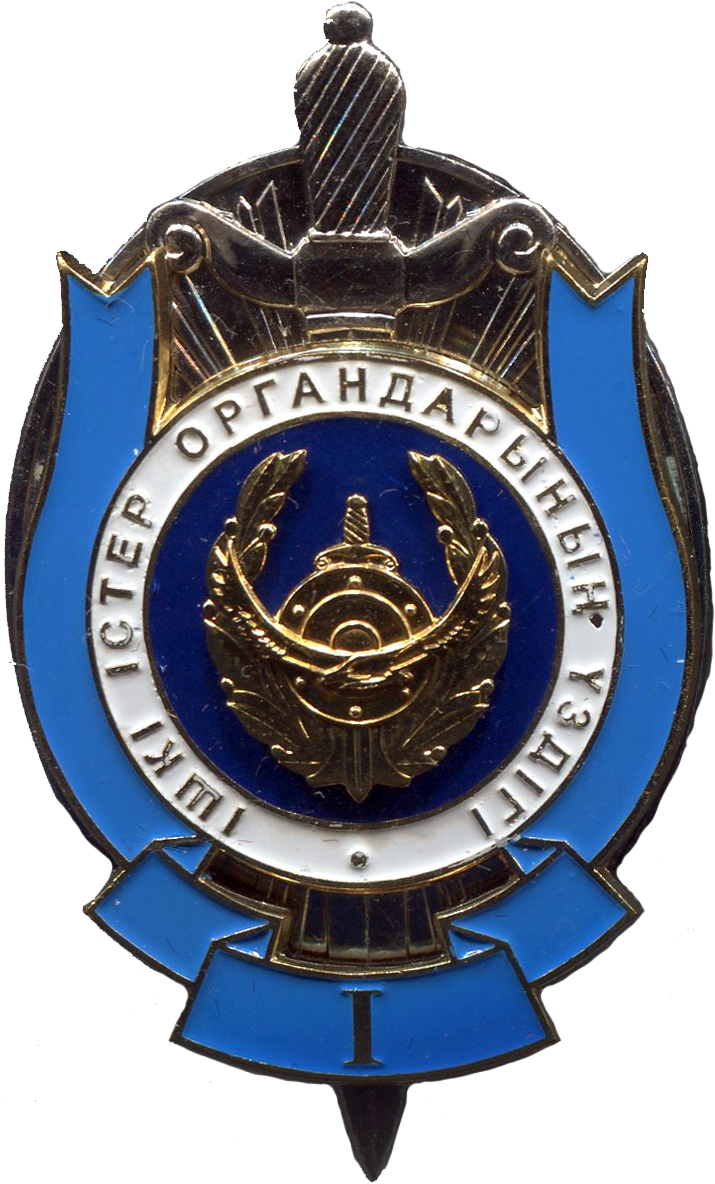
Нагрудный знак «Отличник органов внутренних дел» 1 степени
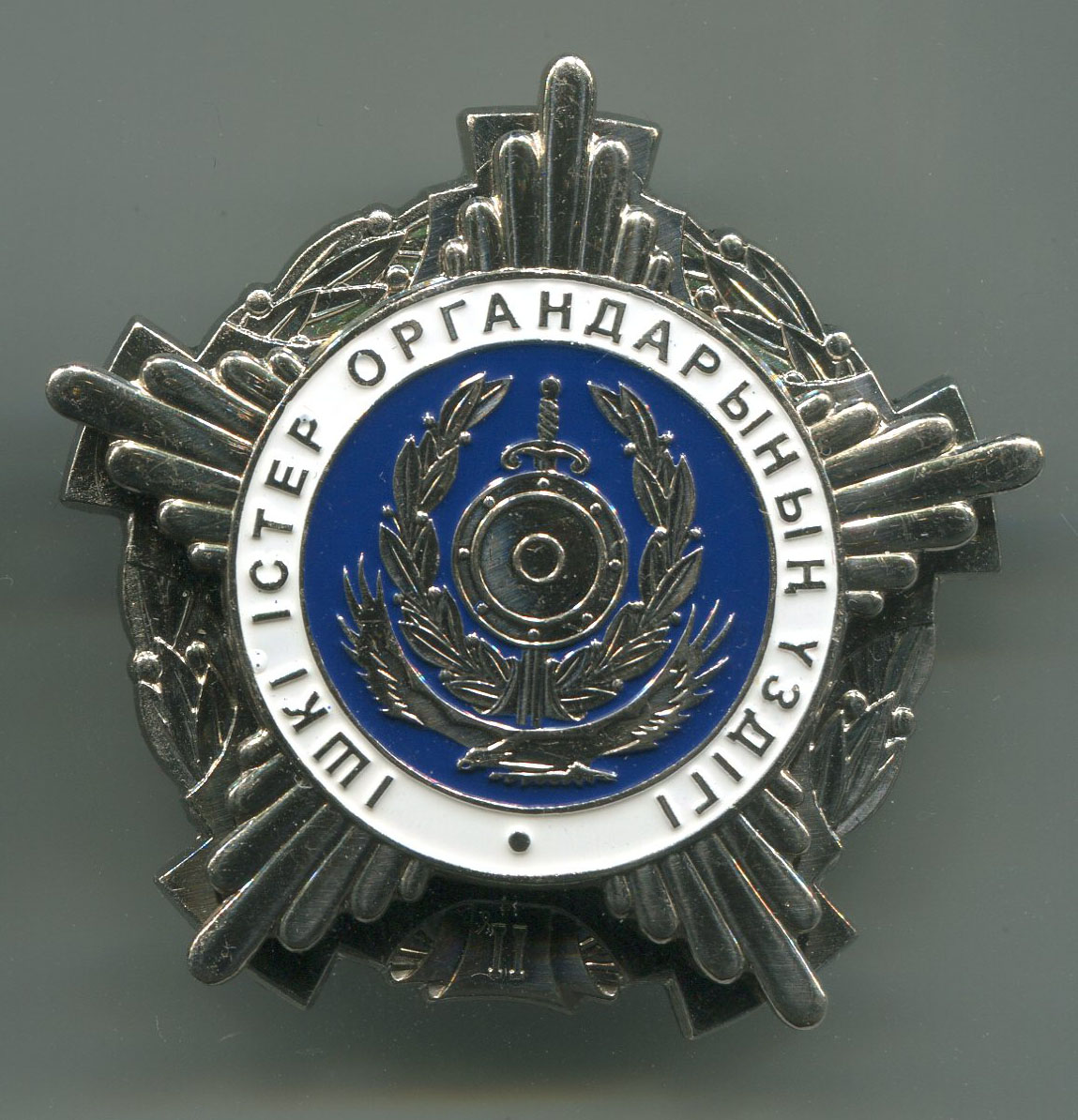
Нагрудный знак «Отличник органов внутренних дел» 2 степени
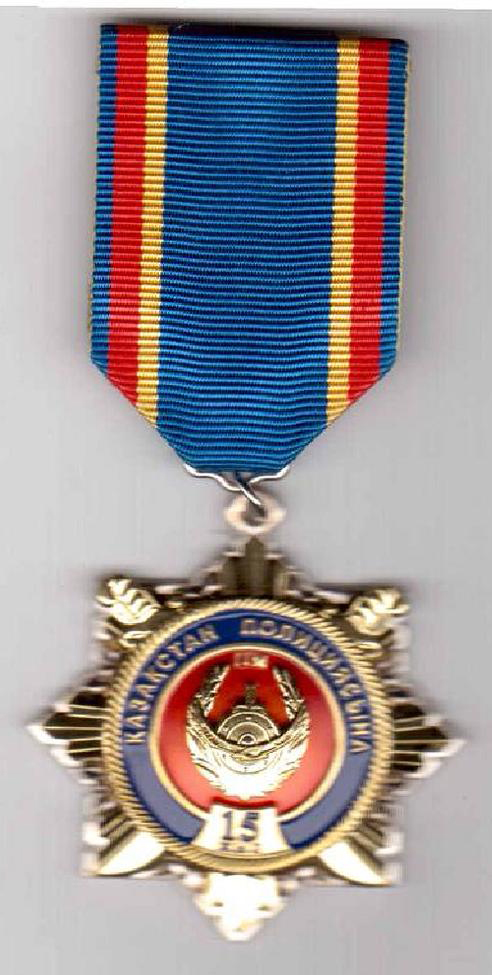
Юбилейный нагрудный знак «15 лет МВД Республики Казахстан»
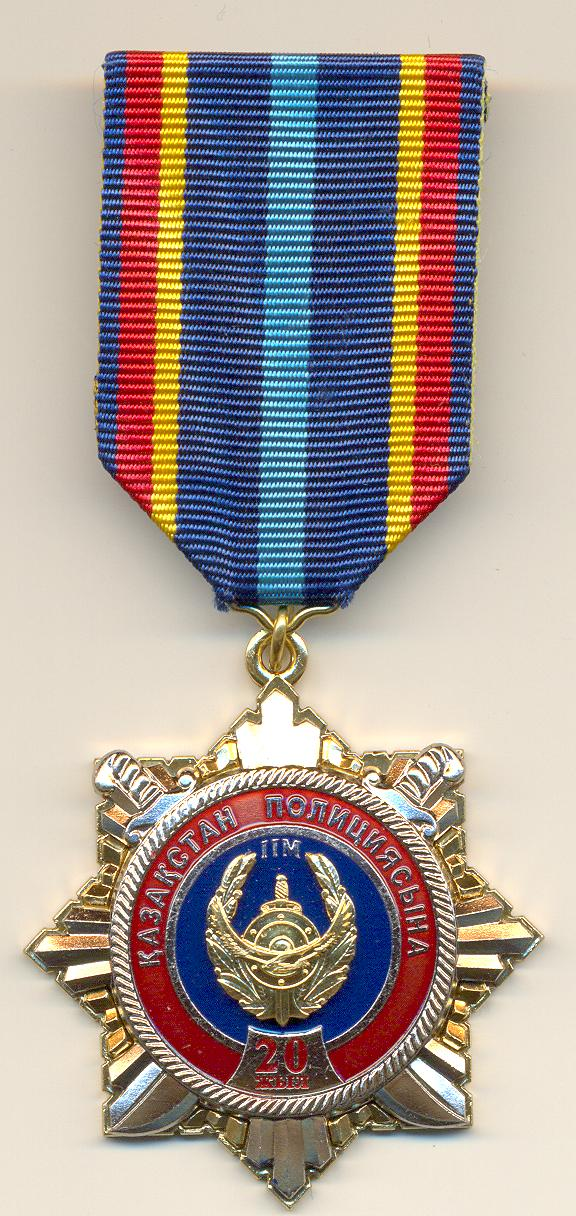
Юбилейный нагрудный знак «20 лет МВД Республики Казахстан»

## ВУЗы
В системе МВД на 2023 год действуют 5 высших учебных заведений и 2 учебных центра:
1. Алматинская академия МВД Республики Казахстан имени Макана Есбулатова (https://alpolac.kz/).
2. Карагандинская академия МВД Республики Казахстан имени Баримбека Бейсенова (https://kpa.gov.kz/).
3. Костанайская академия МВД Республики Казахстан имени Шракбека Кабылбаева (https://kostacademy.edu.kz/).
4. Академия Национальной гвардии Республики Казахстан (https://www.ang.edu.kz).
5. Актюбинский юридический институт МВД Республики Казахстан имени Малкеджара Букенбаева (https://auimvd.edu.kz/ru/).
6. Учебный центр МВД им. Б. Момышулы (г.Шымкент) (https://instagram.com/ucmvd_shymkent
7. Учебный центр КУИС МВД (г.Павлодар) (https://instagram.com/uc_mvd